# Conclave de 1458
El Cónclave de 1458 es va celebrar del 16 al 19 d'agost, després de la mort del papa Calixt III, i acabà amb l'elecció del cardenal Enea Silvio Piccolomini que esdevindria Papa amb el nom de Pius II.

## Mort de Calixt III
El papa Calixt III, primer papa de la casa Borgia, va morir el 6 d'agost de 1458. Va ser severament criticat pel seu nepotisme i devoció vers els seus compatriotes de Catalunya, cosa que el va fer molt impopular entre la població romana més aviat xenòfoba. Després de la mort del papa, va sorgir una revolta oberta contra ell i alguns dels seus partidaris com el seu nebot Pere Lluís de Borja van haver de fugir de Roma.

## Llista de participants
En el moment de la mort de Calixt, hi havia 27 cardenals vius, dels quals 19 eren a Roma, però el 14 d'agost el cardenal Domenico Capranica, arxiprest del col·legi, va morir inesperadament. Hi van participar 18 dels 26 membres del col·legi:
| Elector                                                   | Nationalitat              | Títol cardenalici                                                  | Elevat            | Elevador                        | Notes |
| --------------------------------------------------------- | ------------------------- | ------------------------------------------------------------------ | ----------------- | ------------------------------- | --- |
| Giorgio Fieschi (anomenat Cardenal Fieschi)               | República de Gènova       | Bisbat suburbicari d'Òstia                                         | 1439, December 18 | Papa Eugeni IV                  | Degà del Col·legi Cardenalici; bisbe d'Albenga |
| Isidor de Kiev (Cardenal of Rutènia)                      | Imperi Romà d'Orient      | Bisbe de Sabina; administrador de Marcellino i Pietro              | 18 desembre 1439  | Papa Eugeni IV                  | Patriacar llatí de Constantinobla, administrador de la seu de Nicòsia                                                                                                   |
| Bessarió (Cardenal de Nicea)                              | Imperi de Trebisonda      | Bisbe de Frascati; commendatari de XII Apostoli                    | 18 desembre 1439  | Papa Eugeni IV                  | Titular arquebisbe de Nicea i Tebes, administrador de les seus de Mazara del Vallo i Pamplona; Cardenal-protector de l'Orde dels Basilians                              |
| Guillaume d'Estouteville, O.S.B.Cluny (Cardinal of Rouen) | Regne de França           | Prevere de SS. Martino e Silvestro                                 | 18 desembre 1439  | Papa Eugeni IV                  | Arquebisbe de Rouen i administrador de la seu de Saint-Jean-de-Maurienne; Arxiprest de la Basílica de Santa Maria Major; Cardenal-protector de l'Orde dels Augustinians |
| Juan de Torquemada, O.P. (Cardenal de S. Sisto)           | Corona de Castella i Lleó | Prevere de Santa Maria in Trastevere                               | 18 desembre 1439  | Papa Eugeni IV                  | Administrador del suburbicarianat de Palestrina; comenadatari de Subiaco                                                                                                |
| Pietro Barbo (Cardinal of S. Marco)                       | República de Venècia      | Prevere de S. Marco                                                | 1 juliol 1440     | Papa Eugeni IV (Cardenal-nebot) | Bisbe de Vicenza; Arxiprest del patriarcat del Vaticà |
| Antoni Cerdà i Lloscos (Cardenal de Messina)              | Corona d'Aragó            | Prevere de S. Lucia in Septisolio                                  | 16 febrer 1448    | Papa Nicolau V                  | Bisbe de Lleida; administrador de la seu de Giovinazzo |
| Latino Orsini (Cardenal Orsini)                           | Estats Pontificis         | Prevere de SS. Giovanni e Paolo                                    | 20 desembre 1448  | Papa Nicolau V                  | Administrador de la seu de Bari; Arxiprest del patriarcat Basílica del Laterà                                                                                           |
| Alain de Coëtivy (Cardenal d'Avinyó)                      | Regne de França           | Prevere de S. Prassede                                             | 20 desembre 1448  | Papa Nicolau V                  | Bisbe d'Avinyó i administrador de Nîmes i Dol |
| Filippo Calandrini (Cardenal de Bolonya)                  | República de Gènova       | Prevere de S. Lorenzo in Lucina                                    | 20 desembre 1448  | Papa Nicolau V (Cardenal-nebot) | Bisbe de Bolonya |
| Lluís Joan del Milà i Borja (Cardenal de Segorbe)         | Corona d'Aragó            | Prevere de SS. IV Coronati                                         | 20 febrer 1456    | Calixt III (Cardenal-nebot)     | Administrador de Sogorb; Legat a Bolonya |
| Juan de Mella (Cardenal de Zamora)                        | Corona de Castella i Lleó | Prevere de S. Prisca                                               | 17 desembre 1456  | Calixt III                      | Bisbe de Zamora |
| Giovanni Castiglione (Cardenal de Pavia)                  | Ducat de Milà             | Prevere de S. Clemente                                             | 17 desembre 1456  | Calixt III                      | Bisbe de Pavia |
| Enea Silvio Piccolomini (Cardenal de Siena)               | República de Siena        | Prevere de S. Sabina                                               | 17 desembre 1456  | Calixt III                      | Bisbe de Siena i Warmia |
| Giacomo Tebaldi (Cardenal de S. Anastasia)                | Estats Pontificis         | Prevere de S. Anastasia                                            | 17 desembre 1456  | Calixt III                      | Arquebisbe de Nàpols; Camerlenc del Col·legi de Cardenals |
| Prospero Colonna (Cardenal Colonna)                       | Estats Pontificis         | Diaca de S. Giorgio in Velabro                                     | 24 maig 1426      | Papa Martí V (Cardenal-nebot)   | Protodiaca del col·legi cardenalici |
| Jaume de Portugal (Cardenal de Portugal)                  | Regne de Portugal         | Diaca de S. Eustachio                                              | 20 febrer 1456    | Calixt III                      | Arquebisbe de Lisboa; administrador de la seu de Pafos |
| Roderic de Borja (Cardenal Vicecanceller)                 | Corona d'Aragó            | Diaca de S. Nicola in Carcere; comendatari de S. Maria in Via Lata | 20 febrer 1456    | Calixt III (Cardenal-nebot)     | Vicecanceller; Administrador de València; generalíssim de les tropes papals                                                                                             |

Vuit electors eren italians, dos castellans, tres de la Corona d'Aragó, dos francesos, dos grecs i un portuguès. Set d'ells havien estat creats per Calixte III, sis per Eugeni IV, quatre per Nicolau V i un per Martí V.

## Absents
Vuit cardenals no van participar en aquest conclave:
| Elector                                             | Nacionalitat              | Títol cardenal                        | Elevat               | Ascensor            | Notes |
| --------------------------------------------------- | ------------------------- | ------------------------------------- | -------------------- | ------------------- | --- |
| Pierre de Foix, OFM (Cardenal de Foix)              | Regne de França           | Bisbe d'Albano                        | Setembre de 1414     | Antipapa Joan XXIII | Legat a Avinyó; administrador de les vies d'Arles, Lescar i Dax |
| Peter von Schaumberg (Cardenal d'Augsburg)          | Ducat de Baviera          | Sacerdot de S. Vitale                 | 1439, 18 de desembre | Papa Eugène IV      | Protecció del sagrat col·legi dels cardenals; Bisbe d'Augsburg |
| Dénes Szécsi (Cardenal de Esztergom)                | Regne d'Hongria           | Sacerdot de S. Ciriaco                | 1439, 18 de desembre | Papa Eugène IV      | Arquebisbe d'Esztergom ; Canceller del Regne d'Hongria |
| Ludovico Trevisan (Cardenal d'Aquileia)             | República de Venècia      | Sacerdot de S. Lorenzo a Damaso       | 1440, 1 de juliol    | Papa Eugène IV      | Camerlengo de la Santa Església romana ; Patriarca d'Aquileia ; bisbe de Cava ; legat papal de les costes i de les illes mediterrànies; Comandant Suprem de la Flota Papal; abat commendatario de Montecassino |
| Juan Carvajal (Cardenal de S. Angelo)               | Corona de Castella i Lleó | Sacerdot de Santa Llúcia a Septisolio | 1446, 16 de desembre | Papa Eugène IV      | Bisbe de Plasencia ; legat papal a Alemanya, Polònia i Hongria |
| Jean Rolin (Cardenal d'Autun)                       | Regne de França           | Sacerdot de S. Stefano al Monte Celio | 1448, 20 de desembre | Papa Nicolás V      | Bisbe d'Autun |
| Nicholas of Cues (Cardenal de S. Pietro in Vincoli) | Electorat del Palatinat   | Sacerdot de S. Pietro in Vincoli      | 1448, 20 de desembre | Papa Nicolás V      | Bisbe de Brixen ; legat papal a Alemanya i Anglaterra |
| Richard Olivier de Longueil (Cardenal de Coutances) | Regne de França           | Sacerdot [cap títol assignat]         | 1456, 17 de desembre | Papa Callixte III   | Bisbe de Coutances |

Dels cardenals absents quatre eren creacions d'Eugeni IV, dues de Nicolau V i una de Calixt III. Pierre de Foix va ser l'últim cardenal supervivent del Gran Cisma Occidental i va ser elevat per l'antipapa de Pisa Joan XXIII.
Entre ells hi havia tres francesos, dos alemanys, un castellà, un italià i un hongarès.

## Candidats al papat
Les principals preocupacions en el conclave de 1458 van ser pel ràpid ascens del poder efectiu i de la influència de la monarquia francesa en els últims anys de la Guerra dels Cent Anys, que feia poc que havia acabat amb la victòria francesa. Els principals estats italians –el Regne de Nàpols, la República de Gènova i el ducat de Milà– tenien por d'un ressorgiment de l'interès francès en els assumptes italians i van intentar evitar que hi hagués un papa francès a tot preu. El candidat oficial dels milanesos va ser Domenico Capranica. La campanya per a les seves eleccions en el període preconclave va ser tan reeixida que semblava gairebé segur que seria elegit per al pontificat. Però el cardenal Capranica va morir sobtadament el 14 d'agost de 1458, dos dies abans del començament del conclave, deixant als seus partidaris en una gran confusió. Ottone de Carretto, ambaixador de Milà a Roma, va prendre la decisió ràpida i inconscient de recolzar al cardenal Enea Piccolomini i va aconseguir convèncer els Latino Orsini, un dels cardenals més influents. El principal candidat dels francesos va ser d'Estouteville. Bessarion, Torquemada i Calandrini també van ser considerats papables.

## El conclave
Divuit cardenals van entrar al conclave al Vaticà el 16 d'agost. Inicialment van subscriure a la capitulació del conclave, que obligava els elegits a continuar la croada contra l'Imperi Otomà i millorar el benestar dels cardenals més pobres.
El primer escrutini va ser el 18 d'agost. Els cardenals Piccolomini i Calandrini van rebre cinc vots cadascun, mentre que cap dels altres en va obtenir més de tres. En aquest moment, el cardenal francès d'Estouteville va iniciar una intensa campanya simònica per a la seva pròpia candidatura. Va prometre el càrrec de vicerector del cardenal d'Avignon i va oferir altres suborns als cardenals grecs. El 18 d'agost, a la nit, estava segur que obtindria almenys onze vots l'endemà al matí Però el partit italià tampoc va perdre temps. Durant la nit, el cardenal Pietro Barbo va convidar a tots els altres cardenals italians a excepció de Prospero Colonna i els va proposar que, com que el més probable a obtenir la majoria requerida de dos terços era Piccolomini, que tots els donessin suport l'endamà.

## Elecció de Pius II
Els resultats de la segona votació del dia 19 d'agost van ser una sorpresa molt decebedora per d'Estouteville. Va rebre només sis vots: els de Coëtivy, Colonna, Bessarion, Fieschi, Torquemada i Castiglione. El cardenal Piccolomini va obtenir nou vots, de Barbo, Orsini, Calandrini, Isidore de Kíev, de Mella, de la Cerdanya, de Jaume de Portugal, del Mila i Borja, i d'Estouteville, que va dubtar a votar per si mateix, però no ho va fer en considerar que Piccolomini no era un rival seriós. Els vots de Rodrigo Borgia, Giacomo Tebaldi i Enea Piccolomini van caure en altres candidats. Després d'anunciar els resultats, el cardenal Dean va obrir el procediment habitual de l'accés. Hi va haver un llarg silenci trencat per Rodrigo Borgia que va canviar el seu vot a Piccolomini. Després, els partidaris d'Estouteville van intentar ajornar la sessió, però el cardenal Tebaldi també va canviar el seu vot a Piccolomini, que només necessitava un vot més per a sortir escollit. En aquest moment, el Cardenal Colonna es va aixecar i va cridar abans que algú el pogués contenir: "També voto pel cardenal de Siena, i el faig Papa!" La resta dels partidaris del cardenal de Rouen no van poder fer res més que canviar els seus vots, i uns pocs minuts més tard el cardenal Bessarió va felicitar a Piccolomini per les seves eleccions unànimes al pontificat.
El cardenal Enea Silvio Piccolomini va acceptar el càrrec i va prendre el nom de Pius II. El 3 de setembre de 1458 va ser coronat solemnement sobre els graons de la basílica patriarcal del Vaticà pel cardenal Prospero Colonna, protodiaca de S. Giorgio a Velabro.

## En la cultura popular
El procés de l'elecció de Pius II va ser la base de la pel·lícula de 2006 The Conclave .